# The Revenge of Tarzan
The Revenge of Tarzan è un film muto del 1920 diretto da Harry Revier e George M. Merrick.
Il soggetto è liberamente ispirato al personaggio del famoso romanzo d'avventura Tarzan delle Scimmie di Edgar Rice Burroughs del 1912 ed in particolare tratto dalla novella del 1915 Il ritorno di Tarzan (per questo motivo il film è anche conosciuto col titolo Il ritorno di Tarzan). Distribuito dalla Goldwyn Distributing Company, il film è andato perduto.

## Trama
Tarzan parte con Jane per Parigi per andare a trovare una sua vecchia amica e protettrice: la Contessa de Coude. Ma l'ospite non è ben visto da Nikolas Rokoff che fa di tutto per sbarazzarsi di lui e ci riesce facendolo cadere da una nave da crociera. Tarzan però si salva e si rifugia nella sua Africa per poi ritornare in Francia alla ricerca di Jane. Arrivato, Tarzan scopre che la sua amata è stata rapita e portata in Africa da Rokoff e torna indietro, salvandola appena in tempo.